# Tierra de Șipeniț

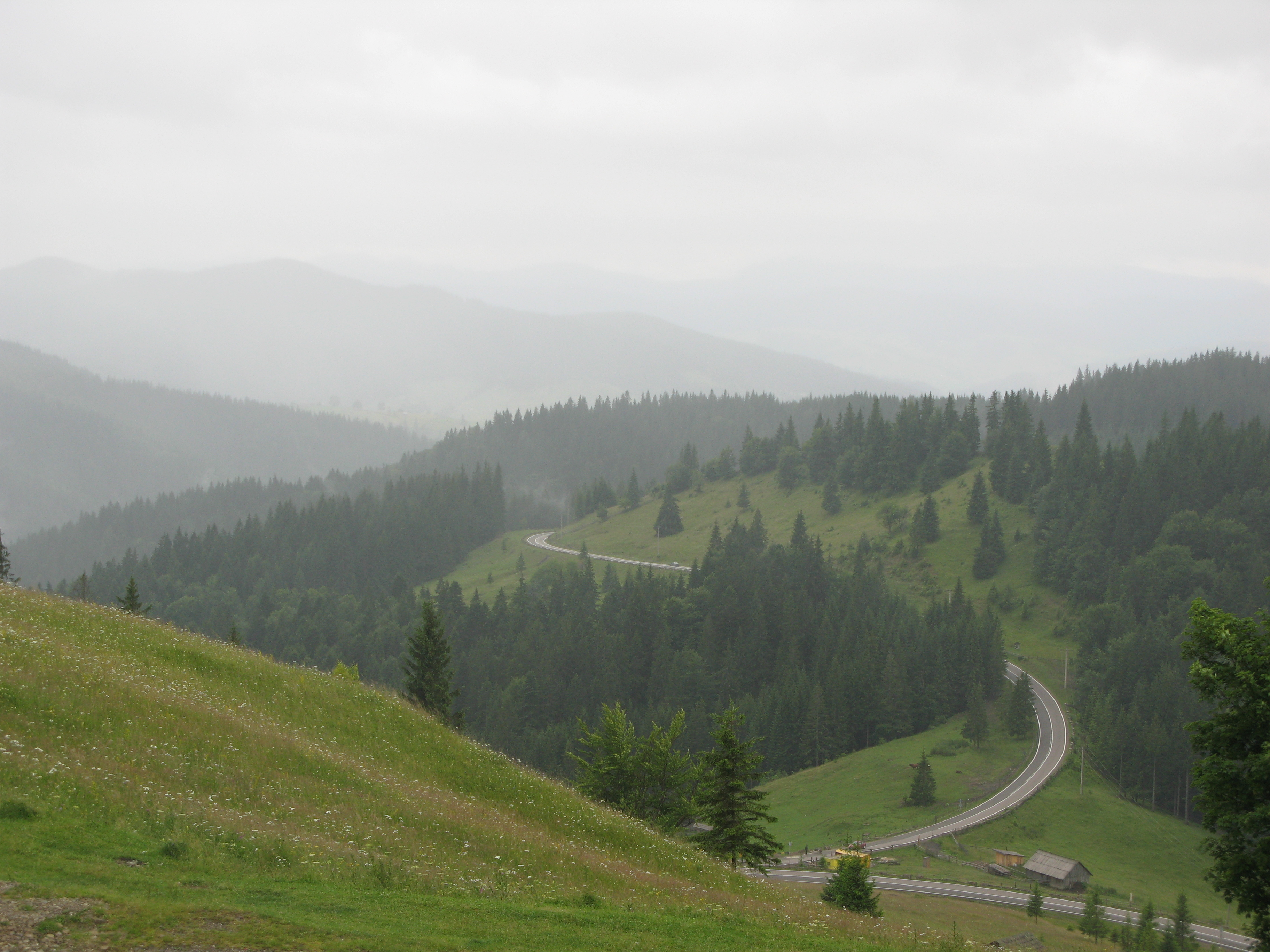
Paisaje de la zona de Jmeliv.

La tierra de Șipeniț (en ucraniano: Шипинська земля, tierra de Shypyntsi, en rumano: Țara Șipenițului) es el nombre con el que se conoce a una región histórica situada al nordeste de los Cárpatos (Bucovina septentrional), con centro adminitrativo en Șipeniț, actualmente Shypyntsi en Ucrania.
En la actualidad, la región se halla dividida entre el óblast ucraniano de Chernivtsi, los distritos rumanos de Suceava y Botoșani, y del distrito moldavo de Edineț.

## Geografía
Su territorio tenía como límites naturales  el curso medio del Dniéster (al norte y al este), los ríos Kolochyn, Cheremosh, Bilyi Cheremosh y Perkalab (al oeste), el curso alto del Suceava, la confluencia Suceava-Siret (en las fuentes del Târnauca, Rusului, Moisa/Climăuți, Ruda), la cuenca del Siret-Prut (del Molnița/Molnytsia al Hertsa), y el propio Prut hasta la desembocadura en él del Racovăț (al sur).
Los límites aproximados de esta región se describieron en el tratado de Lublin del 15 de marzo de 1412 entre Vladislao II y Segismundo.

## Historia

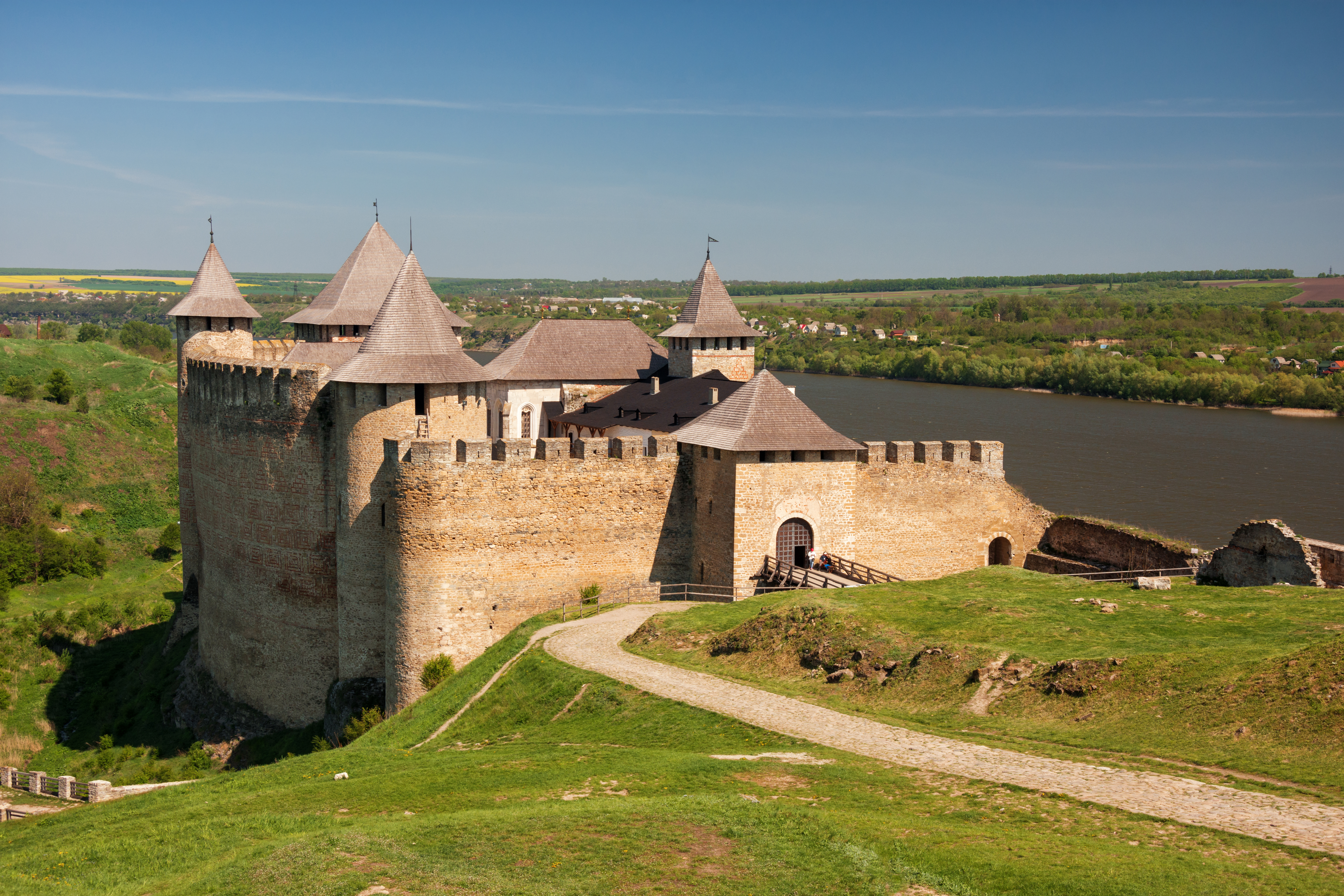
Fortaleza de Jotín.

Según los cronistas, la zona fue poblada por rumanos. La familia Musat, que dio a Moldavia gobernantes como Alejandro el Bueno, Esteban el Grande o Petru Rareș procedía de Șipeniț 
La tradición localiza el país de Șipeniț y el Codrii Cosminului al este de los Cárpatos, en torno a los asentamientos fortificados construidos entre los siglos IX y XI próximos a la ciudad de Chernivtsi. Tanto esta región como la tierra de los bolojovenos (siglo XII), se consideran pertenecientes a la tradición etnocultural rumana (vlach). La tierra comienza su formación a finales del siglo XII con la finalización de la línea defensiva del Prut y el desarrollo activo de asentamientos como Jmeliv, Vasyliv, Chern, Onut, Jotín, Kuchelmin, Țețina, etc.
En los tiempos de la invasión mongola de la Rus de Kiev la zona paso a estar dominada por la horda de Oro a principios del siglo XIV. Desde principios de la década de 1340, los húngaros y sus subordinados rumanos comenzaron a realizar campañas desde Transilvania hasta la región sudoriental de los Cárpatos contra los tártaros, estableciendo el voivodato moldavo con centro en Baia , desde donde lanzaron una ofensiva hacia el norte (hasta las tierras de Șipeniț), venciendo la resistencia de la población rus local. Hacia 1350, las tropas húngaro-valacas avanzaron hacia el curso superior del Siret y el curso medio del Dniéster. Al mismo tiempo, los polacos capturaron la mayor parte de Galitzia, incluyendo Pocutia y el valle del Cheremosh.
El cronista polaco Jan Długosz menciona una expedición polaca de Casimiro III que regresaba de Moldavia en 1359 (1358 en realidad) derrotada en un bosque de la tierra de Șipeniț (batalla de Plonini Codrii). Una inscripción rúnica de la piedra de Sjonhem menciona un país válaco en estas tierras. En 1359 estalló un levantamiento contra el dominio húngaro en el voivoidato de Moldavia, apoyada por los valacos de la región de Maramureș. Y en 1365, el rey húngaro Luis de Hungría se vio obligado a reconocer la independencia del estado moldavo.
La región se desarrolló al hallarse en la ruta comercial de Lviv a Suceava. En Șipeniț se celebraban regularmente grandes ferias en las que se comerciaba con ganado. En la época se desarrollaron los asentamientos de Kitsman, Veliki Kuchuriv, Luzhani, Jliboka, o Váshkivtsi. La tierra de Șipeniț se convirtió en una entidad territorial casi independiente con su propio autogobierno, por el que lucharon encarnizadamente el reino de Polonia, el Reino de Hungría y el principado de Moldavia.
Después de pasar bajo dominio polaco (entre 1374 y 1377 estuvo bajo el dominio de Vladislao II de Opole), fue devuelto a los señores rumanos como prenda, a raíz del préstamo de 3000 rublos concedido por el señor de Moldavia, Petru Musat, en 1388 a Vladislao II de Polonia (junto con Pocutia y Hálych). El incumplimiento de la devolución del préstamo había autorizado a apoderarse del territorio a Romano I. 
Las relaciones polaco-moldavas durante el primer tercio del siglo XV se caracterizaron por la estabilidad y una clara evitación por ambas partes de reivindicaciones territoriales mutuas, gracias a lo cual el gobernante Alejandro el Bueno consiguió conservar la plena autoridad sobre la tierra de Șipeniț , que siguió formando parte del principado moldavo y cuyos soldados participaron en las guerras de la unión de Krewo contra la orden Teutónica, en particular en la batalla de Grunwald en 1410.

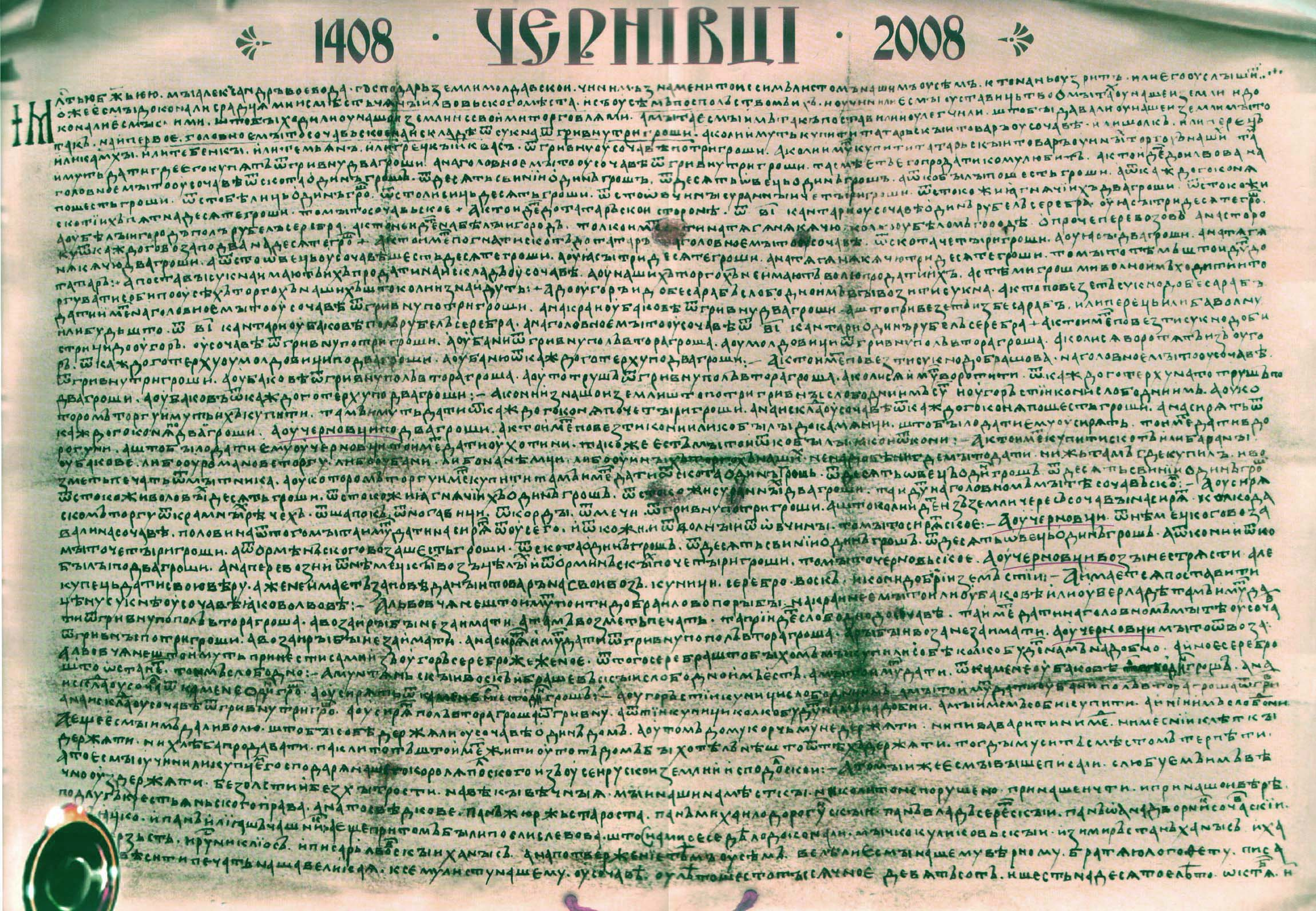
Primera mención escrita de Chernivtsí de 1408.

Al mismo tiempo, se estaba completando el asentamiento de Cernăuți (Chernivtsí), que en aquella época estaba situado en la encrucijada de las rutas entre el noroeste de Europa y los Balcanes y Turquía. A través de ella comenzó a establecerse asimismo una importante ruta comercial de Moldavia a Polonia, por lo que se estableció una aduana. El 8 de octubre de 1408, en la carta del príncipe de Moldavia, Alejandro el Bueno concedida a los comerciantes de Lviv, se documenta por primera vez el nombre de Chernivtsí (Chernovitsi). Estos estatutos también mencionan a Jotín.
En las décadas de 1430-1450, Polonia intensificó su intervención en la lucha política interna que envolvía al principado, apoyando a algunos pretendientes al trono contra otros y utilizando esta situación para hacer que los voivodas dependieran más de la corona polaca como vasallos. En particular, existe una carta fechada el 23 de septiembre de 1436, en la que el hijo de Alejandro el Bueno, Elías I, declara al joven rey Vladislav que devuelve la tierra de Șipeniț, que el principado moldavo recibió del reino de Polonia, junto con las fortalezas de Țețina, Jotín y Jmeliv con sus posesiones. A pesar de ello a mediados del siglo XV el territorio de la tierra de Shipyn permaneció formalmente bajo el dominio del principado moldavo. La última mención escrita en los documentos de la época es de 1444. A partir de entonces la denominación de la región Bucovina reemplazaría el uso, reflejando la gradual pérdida de importancia de Șipeniț en relación con Chernivtsí. El término Bucovina aparece por primera vez en un documento de Romano I de 1392 y durante los inicios del siglo XV se mantiene el uso de los dos.
Tres siglos más tarde, tras el tratado turco-austríaco de 1774 en Estambul, la tierra de Șipeniț y Bucovina fueron cedidos a los Habsburgo. Fue el precio de la neutralidad austriaca en la guerra ruso-turca de 1768-1774.
Tras la unificación de Bucovina con Rumanía el 28 de noviembre de 1918, la región pasó a formar parte de Rumanía. La Unión Soviética se apoderó de ella el 28 de junio de 1940, para volver -temporalmente- al Estado rumano entre 1941 y 1944, tras lo cual el norte de Bucovina fue reocupado por la URSS e integrado en la RSS ucraniana.